# Іловайська міська рада
Іловайська міська́ ра́да — орган місцевого самоврядування Іловайської міської громади Донецького району Донецької області. Раніше підпорядковувалась Харцизькій міській раді.

## Адміністративний устрій
Іловайській міськраді підпорядковується 1 місто (1 міські рада), 2 села, 1 селище
Іловайська міська рада — 18 383 осіб (за переписом 2001 року):
місто Іловайськ — 17620 осіб
село Третяки — 258 осіб
селище Виноградне — 505 осіб

## Склад ради
Рада складається з 30 депутатів та голови.
- Голова ради: Вітер Микола Іванович
- Секретар ради: Бабак Рита Владимировна

### Керівний склад попередніх скликань
| ПІБ                   | Основні відомості                                                       | Дата обрання | Дата звільнення |
| --------------------- | ----------------------------------------------------------------------- | ------------ | --------------- |
| Зубков Іван Гнатович  | Міський голова, 1950 року народження, член Партії регіонів              | 26.03.2006   | 31.10.2010      |
| Вітер Микола Іванович | Міський голова, 1964 року народження, освіта вища, член Партії регіонів | 31.10.2010   |                 |

Примітка: таблиця складена за даними джерела

### Депутати
За результатами місцевих виборів 2010 року депутатами ради стали:

#### За суб'єктами висування
| Суб'єкт висування                 | Кількість обраних депутатів | %    |
| --------------------------------- | --------------------------- | ---- |
| Партія регіонів                   | 23                          | 76,7 |
| Комуністична партія України       | 4                           | 13,3 |
| Політична партія «Сильна Україна» | 2                           | 6,7  |
| Партія «Руський блок»             | 1                           | 3,3  |

#### За округами
| № округу                          | Прізвище, ім'я, по батькові      | Дата визнання обраним | Освіта         | Партійна приналежність                  | Відомості про обраного депутата                                                              |
| --------------------------------- | -------------------------------- | --------------------- | -------------- | --------------------------------------- | -------------------------------------------------------------------------------------------- |
| Комуністична партія України       |                                  |                       |                |                                         |                                                                                              |
| б/м                               | Васильченко Олег Дмитрович       | 03.11.2010            | Освіта вища    | член Комуністичної партії України       | пенсіонер                                                                                    |
| б/м                               | Дем'яненко Віктор Іванович       | 03.11.2010            | Освіта середня | член Комуністичної партії України       | пенсіонер                                                                                    |
| б/м                               | Журавльов Євген Анатолійович     | 03.11.2010            | Освіта вища    | член Комуністичної партії України       | Локомотивне депо, слюсар                                                                     |
| 7                                 | Чорний Анатолій Сергійович       | 03.11.2010            | Освіта середня | позапартійний                           | пенсіонер                                                                                    |
| Партія регіонів                   |                                  |                       |                |                                         |                                                                                              |
| б/м                               | Звягінцев Анатолій Васильович    | 04.11.2010            | Освіта вища    | член Партії регіонів                    | Рада ветеранів м. Іловайськ, голова                                                          |
| б/м                               | Бабак Рита Володимирівна         | 04.11.2010            | Освіта вища    | член Партії регіонів                    | Іловайська міська рада, секретар                                                             |
| б/м                               | Сараєв Олександр Михайлович      | 04.11.2010            | Освіта вища    | член Партії регіонів                    | Іловайське будівельно-монтажне експлуатаційне управління, начальник                          |
| б/м                               | Крутенко Михайло Григорович      | 04.11.2010            | Освіта вища    | член Партії регіонів                    | Іловайська колійна машинна станція ?191, начальник                                           |
| б/м                               | Захарченко Ігор Олександрович    | 04.11.2010            | Освіта вища    | член Партії регіонів                    | станція Іловайськ, начальник                                                                 |
| б/м                               | Ткаченко Анатолій Борисович      | 04.11.2010            | Освіта вища    | член Партії регіонів                    | Відбудовний поїзд станції Іловайськ Іловайського відділення дороги, начальник                |
| б/м                               | Ліпкін Артем Олександрович       | 04.11.2010            | Освіта вища    | член Партії регіонів                    | Іловайське будівельно-монтажне експлуатаційне управління, інспектор                          |
| б/м                               | Кобіашвілі Давид Гуладійович     | 04.11.2010            | Освіта вища    | член Партії регіонів                    | Іловайська дистанція колії, начальник                                                        |
| б/м                               | Песчанський Віталій Вікторович   | 04.11.2010            | Освіта вища    | член Партії регіонів                    | Іловайська дистанція сигналізації та зв'язку, електромонтер                                  |
| б/м                               | Шилова Тетяна Миколаївна         | 14.11.2010            | Освіта вища    | член Партії регіонів                    | Іловайська загальноосвітня школа № 13, директор                                              |
| 1                                 | Лащонова Світлана Вікторівна     | 03.11.2010            | Освіта вища    | член Партії регіонів                    | Іловайське будівельно-монтажне експлуатаційне управління, голова профспілко-вого комітету    |
| 2                                 | Головко Віктор Іванович          | 03.11.2010            | Освіта вища    | член Партії регіонів                    | Іловайська дистанція захисних лісонасаджень, начальник                                       |
| 3                                 | Сафонов Микола Іванович          | 03.11.2010            | Освіта вища    | член Партії регіонів                    | Вокзал Іловайськ, начальник                                                                  |
| 4                                 | Перепелиця Костянтин Вікторович  | 03.11.2010            | Освіта вища    | член Партії регіонів                    | Іловайське моторо-вагонне депо, начальник                                                    |
| 5                                 | Егнатосян Антранік Петрович      | 03.11.2010            | Освіта вища    | член Партії регіонів                    | Ясинуватський загін по пожежному надзору та технічним засобам охорони, заступник начальника  |
| 6                                 | Камель Василь Михайлович         | 03.11.2010            | Освіта вища    | член Партії регіонів                    | Іловайське вагонне депо, начальник                                                           |
| 8                                 | Яковенко Ігор Анатолійович       | 03.11.2010            | Освіта вища    | член Партії регіонів                    | Красно-лиманська дирекція залізничних перевезень, заступник начальника комерційно-го відділу |
| 9                                 | Калашников Максим Миколайович    | 03.11.2010            | Освіта вища    | член Партії регіонів                    | Іловайська дистанція сигналізації та зв'язку, начальник                                      |
| 10                                | Акименко Віктор Іванович         | 03.11.2010            | Освіта вища    | член Партії регіонів                    | Моторвагонне депо м. Іловайськ, головний інженер                                             |
| 11                                | Головко Михайло Олександрович    | 03.11.2010            | Освіта вища    | член Партії регіонів                    | Вузлова лікарня ст. Іловайськ, завідувач хірургічного відділення                             |
| 12                                | Мазєйкіна Людмила Антонівна      | 03.11.2010            | Освіта вища    | член Партії регіонів                    | Локомотивне депо Іловайськ, помічник начальника з кадрів та соціальних питань                |
| 13                                | Непрелюк Людмила Борисівна       | 03.11.2010            | Освіта вища    | член Партії регіонів                    | Іловайська школа мистецтв, директор                                                          |
| 14                                | Фатхулін Олег Рафаїлович         | 03.11.2010            | Освіта вища    | член Партії регіонів                    | Іловайська дистанція електропостачання, начальник                                            |
| Партія «Руський блок»             |                                  |                       |                |                                         |                                                                                              |
| 15                                | Буднік Владислав Миколайович     | 03.11.2010            | Освіта вища    | член партії «Руський блок»              | Іловайська дистанція електропостачання, електромеханік                                       |
| Політична партія «Сильна Україна» |                                  |                       |                |                                         |                                                                                              |
| б/м                               | Могильовцева Світлана Вікторівна | 04.11.2010            | Освіта вища    | член Політичної партії «Сильна Україна» | ВАТ «Іловайськнафтопродукт», голова правління                                                |
| б/м                               | Єфімова Нонна Григорівна         | 04.11.2010            | Освіта вища    | член Політичної партії «Сильна Україна» | ФОП, Страхова група «ТАС», агент                                                             |